# 갈월중학교
갈월중학교(葛月中學校)는 대한민국 경기도 포천시 소흘읍 이가팔리에 있는 공립 중학교이다.

## 학교 연혁
- 1998년 4월 16일 : 갈월중학교 설립인가(24학급)
- 2001년 3월 1일 : 초대 강화숙 교장 취임
- 2001년 3월 2일 : 갈월중학교 개교 (4학급)
- 2004년 2월 13일 : 제1회 졸업식(졸업색 174명)
- 2022년 9월 1일 : 김윤섭 교장 취임
- 2024년 1월 5일 : 제21회 졸업식 (졸업생 71명)
- 2024년 3월 4일 : 신입생 입학 (82명)

## 참고 자료
- 갈월중학교 - 한국교육학술정보원 학교알리미